# Kāmeshgarān
Kāmeshgarān (persiska: كَمِشگَران, كامشگران, Kameshgarān) är en ort i Iran.   Den ligger i provinsen Kurdistan, i den nordvästra delen av landet, 400 km väster om huvudstaden Teheran. Kāmeshgarān ligger 1 845 meter över havet och antalet invånare är 716.
Terrängen runt Kāmeshgarān är huvudsakligen platt, men söderut är den kuperad.Runt Kāmeshgarān är det ganska tätbefolkat, med 62 invånare per kvadratkilometer. Närmaste större samhälle är Dehgolān, 16,5 km väster om Kāmeshgarān. Trakten runt Kāmeshgarān består till största delen av jordbruksmark.